# Singhoffer Vilma

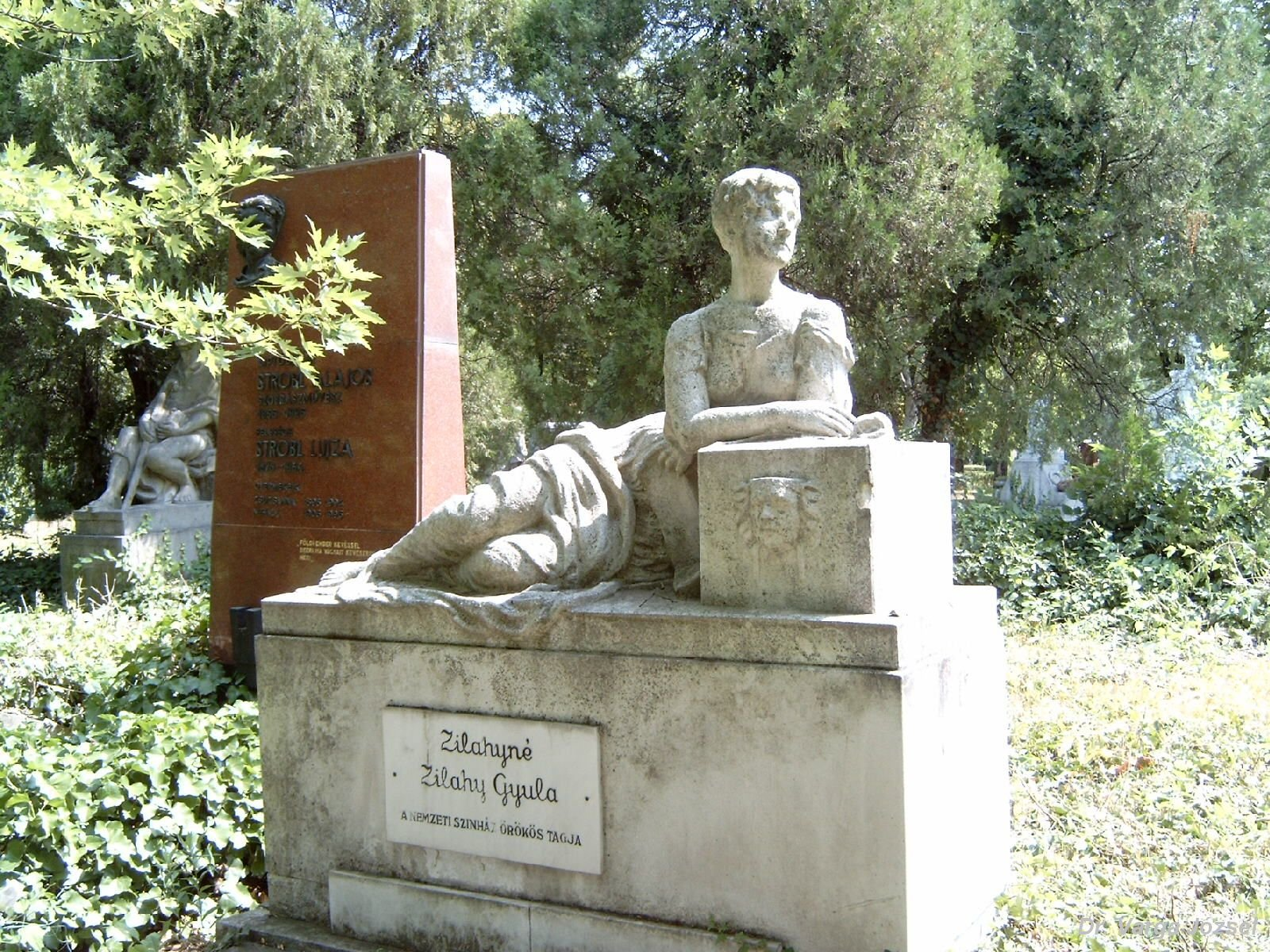
Zilahy Gyula és Singhoffer Vilma sírja. Alkotó: Kallós Ede

Singhoffer Vilma (Zilahy Gyuláné, Budapest, 1873. január 16. – Budapest, 1918. október 7.) magyar énekesnő (szoprán), színésznő. Zilahy Gyula színész felesége, Zilahy Pál színész édesanyja.

## Élete
Singhoffer Ágoston udvari halászmester lánya. Énektanulmányokat folytatott, majd 1901. október 30-án a megbetegedett Hegyi Aranka helyett a Népszínházban a Katalin c. darabban a cárnő szerepét játszotta. A nagy sikerre való tekintettel az intézmény november 7-én szerződtette. 1901 és 1905 között Aradon majd ezután 1913-ig Debrecenben szerepelt férje igazgatása alatt. Budapesten is fellépett (Operaház, Népszínház, Magyar Színház, Budai Színkör, Népopera, Király Színház). Kiváló hangja és énektudása volt, hangversenyeken is szerepel.
Sírja a Kerepesi úti temetőben található (26/1-1-36). 1920. október 17-én díszsírhelye fölé helyezték el emlékművét, amely Kallós Ede alkotása.

## Fontosabb szerepei
- Lehár Ferenc: A víg özvegy - Hanna
- Wagner: Lohengrin - Elsa